# Flatts Village (Bermudas)
Flatts Village  es una localidad de Bermudas, ubicada en la ribera sur del canal Flatts en la parroquia de Hamilton, equidistante entre los municipios de Hamilton y Saint George.
- Datos: Q2181148